# 第7施設大隊
第7施設大隊（だいななしせつだいたい、JGSDF 7th Engineer Battalion(Combat)）は、陸上自衛隊東千歳駐屯地（北海道千歳市）に駐屯する第7師団隷下の施設科部隊である。

## 概要
大隊長は2等陸佐が充てられ、本部管理中隊および4個の施設中隊からなり第7師団隷下部隊に対する施設作業支援を担任する。第7施設大隊長は、第7師団司令部の施設課長を兼務する。

## 沿革
第7混成団第7施設大隊
- 1955年（昭和31年）1月25日：第7混成団編成により、第7施設大隊が南恵庭駐屯地において編成完結。真駒内駐屯地へ移駐。
- 1961年（昭和36年）2月28日：第7混成団の機械化部隊への改編により第3施設中隊を新編。
- 1962年（昭和37年）1月18日：第7施設大隊が真駒内駐屯地から東千歳駐屯地に移駐｡

第7師団第7施設大隊
- 1962年（昭和37年）8月15日：第7混成団が第7師団に改編｡大隊給水班は第7補給隊に編成替え｡
- 1963年（昭和38年）
  - 8月：60式装甲車を装備｡
  - 12月：戦車橋（試作品）および雪上車を装備｡
- 1979年（昭和53年）4月：75式ドーザを装備｡
- 1981年（昭和56年）3月25日：機甲師団への改編により第4施設中隊を新編、攻撃支援小隊を廃止、衛生小隊が衛生班に改編｡
- 1995年（平成07年）
  - 1月：91式戦車橋を装備。
  - 3月：92式地雷原処理車を装備。

- 2000年（平成12年）3月28日：

1. 交通小隊、軽架橋小隊を新編。
2. 第4施設中隊をコア化｡
3. 後方支援体制変換に伴い、整備部門（整備小隊等）を第7後方支援連隊第1整備大隊施設整備隊へ移管。

- 2005年（平成17年）3月：施設作業車を装備。
- 2014年（平成26年）3月26日：師団改編により第4施設中隊をフル化。
- 2016年（平成28年）2月：07式機動支援橋を装備。

## 部隊編成
- 第7施設大隊本部
- 本部管理中隊「7施-本」
  - 中隊本部：82式指揮通信車
  - 通信小隊
  - 交通小隊
  - 軽架橋小隊：07式機動支援橋
  - 補給小隊
  - 偵察班
  - 衛生班：1トン半救急車
- 第1施設中隊「7施-1」：73式装甲車、92式地雷原処理車
- 第2施設中隊「7施-2」：73式装甲車、92式地雷原処理車
- 第3施設中隊「7施-3」：73式装甲車、92式地雷原処理車
- 第4施設中隊「7施-4」：73式装甲車、92式地雷原処理車

## 整備支援部隊
- 第7後方支援連隊第1整備大隊施設整備隊「7後支-1整-施」（東千歳駐屯地）：2000年（平成12年）3月28日から

## 主要装備
- 73式装甲車
- 92式地雷原処理車
- 70式地雷原爆破装置
- 89式地雷原探知機セット
- 施設作業車
- 中型ドーザ
- 大型ドーザ
- グレーダ
- 掩体掘削機
- 資材運搬車
- バケットローダ
- トラッククレーン
- 91式戦車橋
- 軽徒橋
- パネル橋MGB
- 92式浮橋
- 07式機動支援橋
- 1/2tトラック / 73式小型トラック
- 1 1/2tトラック / 73式中型トラック
- 3 1/2tトラック / 73式大型トラック
- 7tトラック / 74式特大型トラック
- 89式5.56mm小銃
- 5.56mm機関銃MINIMI
- 12.7mm重機関銃M2
- 84mm無反動砲
- 110mm個人携帯対戦車弾